# Charles Fleuriau de Morville
Charles Jean-Baptiste Fleuriau d'Armenonville, hrabě de Morville (30. října 1686, Paříž – 2. února 1732, Paříž) byl francouzský šlechtic, diplomat a politik. Od mládí působil ve státních službách v různých funkcích, později se uplatnil jako diplomat. V době nezletilosti krále Ludvíka XV. byl v regentské vládě vévody Filipa Orleánského ministrem námořnictva (1722–1723), poté několik let ministrem zahraničí (1723–1727).

## Životopis

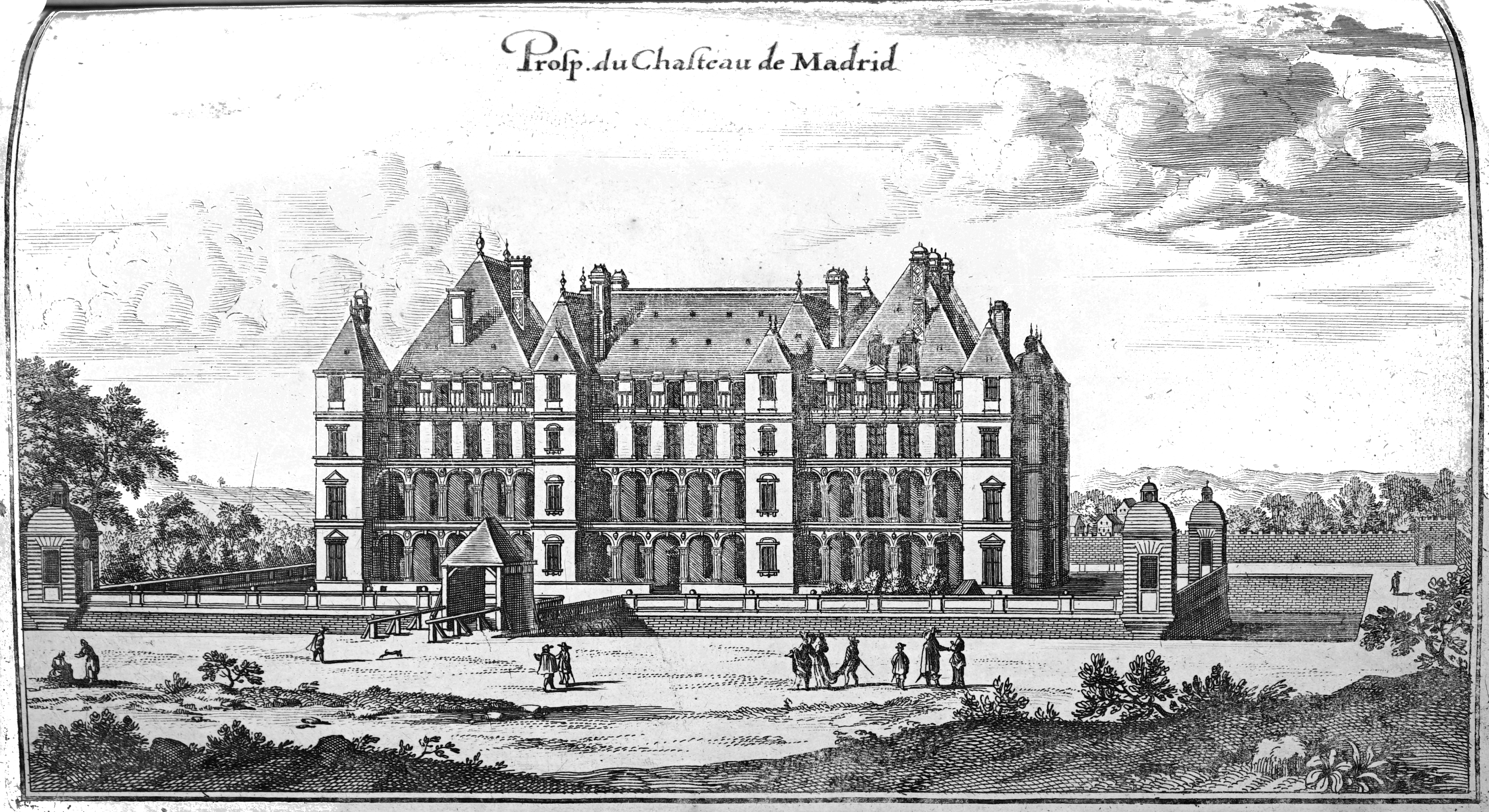
Zámek Château de Madrid, majetek rodiny Fleuriau de Morville v 17. a 18. století

Pocházel z bohaté rodiny tzv. úřednické šlechty (noblesse de robe), jeho otcem byl Joseph Jean-Baptiste Fleuriau d'Armenonville (1661–1728), který během své kariéry zastával několik ministerských funkcí. Charles vystudoval práva a od roku 1706 působil ve státních službách, byl mimo jiné radou pařížského parlamentu a později generálním prokurátorem státní rady. V letech 1718–1721 byl vyslancem v Nizozemí a v roce 1722 po svém otci převzal funkci ministra námořnictva, kterou zastával do roku 1723. Po smrti kardinála Duboise v srpnu 1723 byl jmenován ministrem zahraničí a v této funkci setrval do roku 1727. Jako ministr zahraničí se zúčastnil kongresu v Cambrai. V roce 1723 byl zvolen členem Francouzské akademie a v roce 1724 od španělského krále Filipa V. obdržel Řád zlatého rouna.
V roce 1711 se oženil se Charlotte Elisabeth de Vienne (1687–1761) a měl s ní tři děti. Dcery Jeanne Thérèse (1711–1768) a Marguerite Charlotte (1725–1810) se provdaly do starých šlechtických rodin Rochefoucauldů a Crussolů. Jediný syn Jean-Baptiste Fleuriau de Morville (1711–1742) sloužil v armádě a za války o rakouské dědictví zemřel v Praze během francouzské okupace Českého království. Jeho manželkou byla Anne Amelot de Chaillou (1719–1764), dcera pozdějšího ministra zahraničí Jeana Jacquese Amelota de Chaillou.
Hlavním rodovým sídlem byl zámek Château de Madrid v Boulogneském lesíku v Paříži.